# Браницькі (книга)
Брани́цькі — книга Євгена Чернецького, видана наприкінці 2011 у білоцерківському видавництві Олександра Пшонківського, коштом Благодійного фонду Костянтина Єфименка. Видання присвячене одному з найзнаменитіших польських родів герба Корчак — Браницьким.

## Опис книги
У книзі вміщено історичне дослідження родоводу пралінії Корчаків, що охоплює період від середини XIV до початку XXI століття, та розглянуто чинники, які уможливили піднесення однієї з гілок середнього панського роду до рівня найбільш заможної та впливової європейської аристократії. Подано біографії найвидатніших представників роду — познанського єпископа Себастьяна, галицького каштеляна Юзефа, великого гетьмана коронного Францішка Ксаверія, їхніх нащадків та родичів.
Також у виданні описано розвиток двору графів Браницьких у Білій Церкві, продемонстровано напрямок розвою їхніх маєтків та резиденцій.

## Структура та зміст

Літній палац Браницьких в «Олександрії»

- Частина 1. «Предки великого гетьмана коронного Францішка Ксаверія Браницького»

Розглянуто рід Корчаків і їхній герб, розвиток пралінії Корчаків з Ченстоборовичів і Зюлкова, поділ її на роди Зюлковських і Браницьких, розвиток останніх у XV — першій половині XVIII ст.
- Частина 2. «Гетьман і гетьманова»

Присвячена постатям великого гетьмана коронного Францішка Ксаверія Браницького і його дружини Олександри Василівни з Енгельгардтів.
- Частина 3. «Нащадки гетьмана»

Розповідається про сина гетьмана сенатора Владислава Гжегожа Браницького, двох гетьманових зятів (граф Артур Потоцький і найясніший князь Михайло Воронцов), двох онуків (Францішек-Ксаверій і Владислав Міхал). А також розглянуто історію онуків й правнуків гетьмана та їхніх резиденцій («Олександрія» в Білій Церкві, Ставище, Турчинове, Вілянув, Монтрезор).
- Частина 4. «Останні володарки Білої Церкви»

Містить історію графині Марії з Сапєг Браницької і її дочок. Зокрема, реконструйовано стосунки між графами Браницькими і гетьманом Павлом Скоропадським.
- Частина 5. «Олександрія та Біла Церква часів графів Браницьких»

Описано розвиток двору і резиденцій Браницьких, їхніх маєтків і краєзнавства в них, створення парку «Олександрія» та гімназії в Білій Церкві. А також показана доля поховань членів цього роду.
- Додатки

В додатках вміщено нотатки про рід Корчаків-Браницьких останньої його представниці Анни Браницької-Вольської (переклад з польської Володимира Іванціва) та працю Оксани Степанишиної, присвяченої економіці графських маєтків (перша публікація — 1930).
Книга супроводжується покажчиком та резюме англійською, італійською, німецькою, польською і французькою мовами, а також таблицею «Нащадки великого коронного гетьмана Францішка Ксаверія Браницького (до прапрапраправнуків включно)», в якій зафіксовано майже 500 осіб.

## Видання
- Євген Чернецький. Браницькі. — 1-е. — Біла Церква : Олександр Пшонківський, 2011. — 134 с. — ISBN 978-617-604-001-9.

## Відзнаки
- 2013 — Номінація на здобуття премії Президента України «Українська книжка року» 2011—2012 років, у категорії «За вагомий внесок у розвиток українознавства»[3]

## Публікації
- Ільніцька К. Презентація унікальної книги // Київщина. Інформаційний журнал місцевого самоврядування Київської області. — 2012. — № 2 (18). — Лютий. — С. 37.